# Baselios Cleemis Thottunkal
Baselios Cleemis Thottunkal, nato Isaac (ബസേലിയോസ്‌ ക്ലീമിസ്; Thiruvalla, 15 giugno 1959), è un cardinale e arcivescovo cattolico indiano, dal 10 febbraio 2007 arcivescovo maggiore di Trivandrum dei siro-malankaresi.

## Biografia

### Formazione e ministero sacerdotale
Entrato in seminario nel 1976, è stato ordinato sacerdote nel 1986. Dopo l'ordinazione ha continuato gli studi di teologia a Bangalore dove ha costituito una parrocchia per i fedeli siro-malankaresi.
Nel 1988 si è trasferito a Roma dove ha conseguito presso la Pontificia Università San Tommaso d'Aquino il dottorato in ecumenismo.
Rientrato in patria ha ricoperto gli incarichi di vice-parroco, rettore del seminario minore, cancelliere e vicario generale per l'eparchia di Battery.

### Ministero episcopale

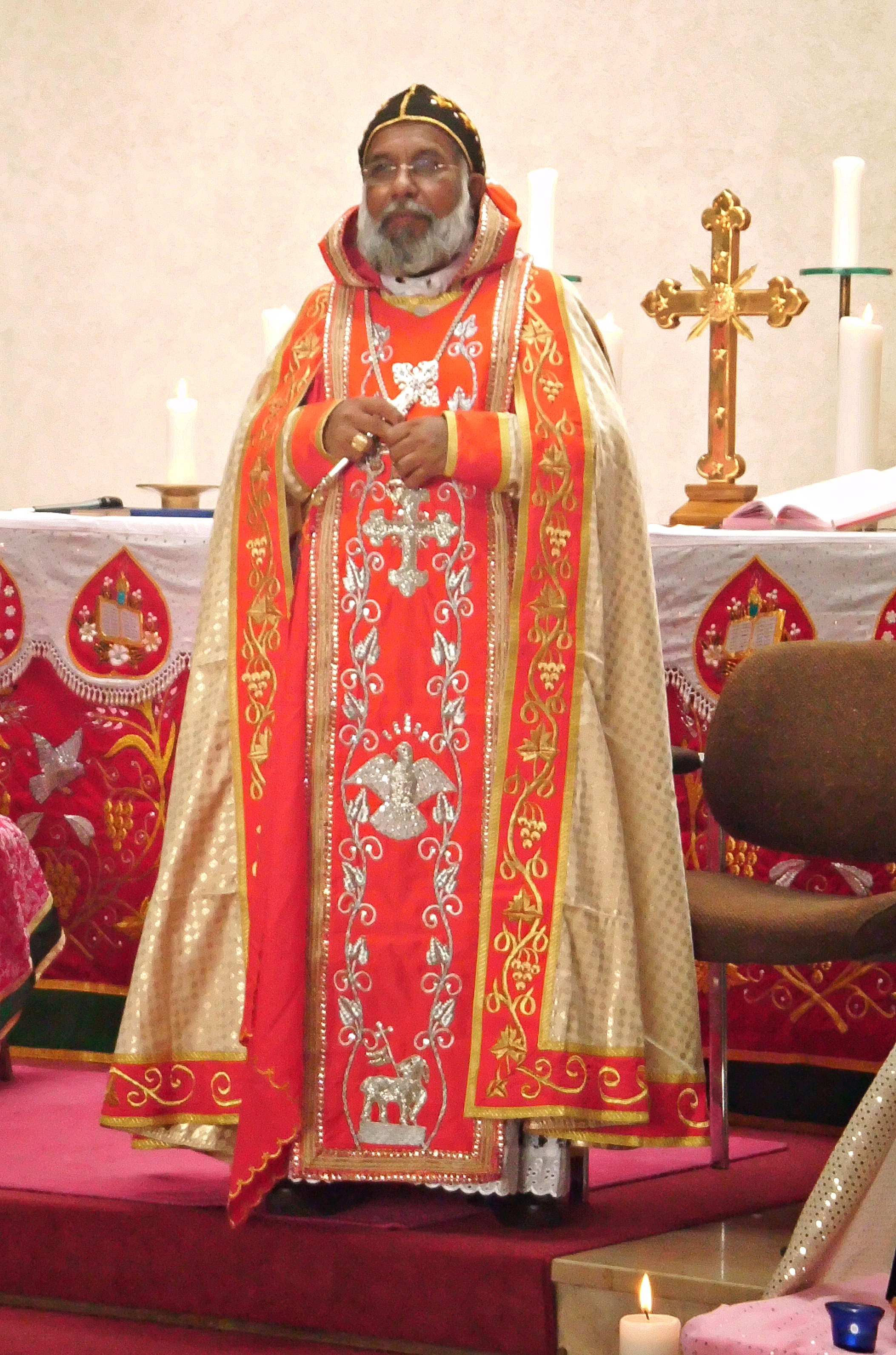
Il cardinale Thottunkal nel 2015 durante una funzione religiosa

Il 18 giugno 2001 è stato nominato vescovo ausiliare di Trivandrum e visitatore apostolico per le comunità siro-malankaresi in Nord America ed Europa e il successivo 15 agosto è stato consacrato vescovo da monsignor Cyril Baselios Malancharuvil con il titolo di Chayal dei Siro-Malankaresi.
L'11 settembre 2003 papa Giovanni Paolo II lo ha nominato vescovo di Tiruvalla della quale è divenuto il primo arcivescovo metropolita dopo l'elevazione di quella sede da parte del sinodo della Chiesa siro-malankarese il 15 maggio 2006.

### Arcivescovo maggiore di Trivandrum e cardinale
L'8 febbraio 2007 è stato eletto arcivescovo maggiore di Trivandrum dal sinodo; l'elezione è stata confermata il successivo 10 febbraio da papa Benedetto XVI. Ha preso possesso dell'arcidiocesi il 5 marzo.
Un gran numero di dignitari ecclesiastici e politici, compreso il cardinale Telesphore Toppo (presidente della CBCI), il cardinale Mar Varkey Vithayathil (arcivescovo maggiore della Chiesa siro-malabarese) e Sri. V. S. Achuthanandan (capo ministro del Kerala) hanno preso parte alla cerimonia di insediamento.
Attualmente è vicepresidente della Conferenza Episcopale Indiana (CBCI), presidente delle varie commissioni del Consiglio dei Vescovi cattolici del Kerala ed è capo del Sinodo dei Vescovi della Chiesa Malankarese. Con l'annuncio della sua elezione ad arcivescovo maggiore, il 10 febbraio 2007, è divenuto il terzo successore dell'arcivescovo Mar Ivanios, il moderno "Profeta della Riunione".
Benedetto XVI lo ha nominato cardinale presbitero di San Gregorio VII nel concistoro ordinario pubblico del 24 novembre 2012. Dal 24 novembre 2012 al 14 febbraio 2015 è stato il più giovane esponente del collegio cardinalizio.
Ha preso parte al conclave del 2013, che elegge papa Francesco, e al conclave del 2025, che elegge papa Leone XIV.
L'11 febbraio 2014 è eletto presidente della Conferenza episcopale indiana, che riunisce i vescovi dei tre riti cattolici indiani (latino, siro malabarese e siro malankarese); subentra al cardinale Oswald Gracias e resta in carica fino al'8 febbraio 2018.

## Genealogia episcopale e successione apostolica
La genealogia episcopale è:
- Patriarca Ignatius Abded Mshiho II
- Catholicos Baselios Geevarghese I
- Arcivescovo Ivanios Givergis Thomas Panickerveetil
- Arcivescovo Benedict Varghese Gregorios Thangalathil, O.I.C.
- Arcivescovo Cyril Baselios Malancharuvil, O.I.C.
- Cardinale Baselios Cleemis Thottunkal

La successione apostolica è:
- Vescovo Jacob Barnabas Chacko Aerath, O.I.C. (2007)
- Vescovo Abraham Youlios Kackanatt (2008)
- Vescovo Samuel Irenios Kattukallil (2010)
- Vescovo Philippos Stephanos Thottathil (2010)
- Vescovo Thomas Antonios Valiyavilayil, O.I.C. (2010)
- Vescovo Vincent Paulos Kulapuravilai (2010)
- Vescovo Thomas Eusebios Naickamparambil (2010)
- Vescovo George Kalayil (2017)
- Vescovo John Kochuthundil (2017)
- Vescovo Antony Kakkanatt (2022)
- Vescovo Mathew Manakkarakavil (2022)
- Vescovo Mathai Kadavil, O.I.C. (2024)